# Chorizococcus pusillus
Chorizococcus pusillus är en insektsart som först beskrevs av De Lotto 1961.  Chorizococcus pusillus ingår i släktet Chorizococcus och familjen ullsköldlöss. Inga underarter finns listade i Catalogue of Life.